# Groupe B du Championnat d'Europe de football 2020
Navigation
- A
- B
- C
- D
- E
- F

- Huitièmes
- Quarts
- Demies
- Finale

Le groupe B de l'Euro 2020, aura lieu du 12 au 21 juin 2021 au Parken Stadium à Copenhague et au Stade Krestovski de Saint-Petersbourg. Le groupe est composé du Danemark et de la Russie en tant que pays hôtes ainsi que la Belgique et la Finlande.

## Description du groupe et participants
Au début de la compétition, la Belgique fait figure de grande favorite du groupe B. Après avoir terminé à la troisième place lors de la dernière Coupe du monde en 2018, les Belges font partie des prétendants au titre de champion d'Europe.
La Russie et le Danemark, elles, font figure d'outsiders du groupe B. Ces deux formations ont l'avantage de disputer plusieurs matchs à domicile (la Russie joue 2 matchs à Pétersbourg et le Danemark 3 matchs à Copenhague).
Enfin, la Finlande participe pour la première fois de son histoire au Championnat d'Europe et fait office de petit poucet.
| Position au tirage au sort | Équipe   | Chapeau | Méthode de qualification | Date de qualification | Participations | Dernière participation | Meilleure performance passée  | Classement des éliminatoires de novembre 2019 | Classement FIFA de juin 2021 |
| -------------------------- | -------- | ------- | ------------------------ | --------------------- | -------------- | ---------------------- | ----------------------------- | --------------------------------------------- | ---------------------------- |
| B1                         | Danemark | 3       | Deuxième du Groupe D     | 18 novembre 2019      | 9ème           | 2012                   | Champion d'Europe (1992)      | 15                                            | 10                           |
| B4                         | Russie   | 2       | Deuxième du Groupe I     | 13 octobre 2019       | 12ème          | 2016                   | Champion d'Europe (1960)      | 12                                            | 38                           |
| B3                         | Belgique | 1       | Vainqueur du Groupe I    | 10 octobre 2019       | 6ème           | 2016                   | Vice-champion d'Europe (1980) | 1                                             | 1                            |
| B2                         | Finlande | 4       | Deuxième du Groupe J     | 15 novembre 2019      | 1ère           | -                      | Début                         | 20                                            | 54                           |

## Villes et stades
| [[Fichier:Europe laea location map with borders.svg\|175px\|{{#if:\|{{{alt}}}\|Groupe B du Championnat d'Europe de football 2020 est dans la page Europe.]]Copenhague Saint-Pétersbourg | Copenhague        | Saint-Pétersbourg          |
| --- | ----------------- | -------------------------- |
| [[Fichier:Europe laea location map with borders.svg\|175px\|{{#if:\|{{{alt}}}\|Groupe B du Championnat d'Europe de football 2020 est dans la page Europe.]]Copenhague Saint-Pétersbourg | Parken Stadium    | Stade de Saint-Pétersbourg |
| [[Fichier:Europe laea location map with borders.svg\|175px\|{{#if:\|{{{alt}}}\|Groupe B du Championnat d'Europe de football 2020 est dans la page Europe.]]Copenhague Saint-Pétersbourg | Capacité : 38 065 | Capacité : 69 500          |
| [[Fichier:Europe laea location map with borders.svg\|175px\|{{#if:\|{{{alt}}}\|Groupe B du Championnat d'Europe de football 2020 est dans la page Europe.]]Copenhague Saint-Pétersbourg | Parken Stadium    | Stade de Saint-Pétersbourg |

## Classement
| v · m | Équipe   | Pts | J | G | N | P | Bp | Bc | Diff |
| ----- | -------- | --- | - | - | - | - | -- | -- | ---- |
| 1     | Belgique | 9   | 3 | 3 | 0 | 0 | 7  | 1  | +6   |
| 2     | Danemark | 3   | 3 | 1 | 0 | 2 | 5  | 4  | +1   |
| 3     | Finlande | 3   | 3 | 1 | 0 | 2 | 1  | 3  | -2   |
| 4     | Russie   | 3   | 3 | 1 | 0 | 2 | 2  | 7  | -5   |

Source : UEFA
En cas d'égalité de points de plusieurs équipes à l'issue des matchs de groupe, les critères suivants sont appliqués dans l'ordre indiqué pour établir leur classement : Critères de départage en phase de groupes
En huitièmes de finale,
- Le vainqueur du Groupe B affrontera l'équipe classée troisième du Groupe A, D, E ou F.
- Le deuxième du Groupe B affrontera le deuxième du Groupe A.
- Le troisième du groupe B (s'il fait partie des quatre meilleurs troisièmes) affronterait le vainqueur du Groupe E ou du Groupe F.

## Matchs
Pour les matchs à Copenhague, l'heure locale est indiquée (DKT alternée avec l'heure d'été d'Europe centrale, UTC+2). Pour les matchs à Saint-Pétersbourg, l'heure locale est également indiquée (MSK, UTC+3).

### Danemark - Finlande
Le match a été suspendu à la 43e minute de jeu suite au malaise de Christian Eriksen. Après les nouvelles rassurantes concernant le milieu de terrain danois, les joueurs ont demandé à reprendre la rencontre à 20h30.
| Match 3            | Danemark | 0 - 1   | Finlande                 | Parken Stadium, Copenhague                                                     |                                                                                |
| 12 juin 2021 18h00 |          | (0 - 0) | 60e Pohjanpalo (Uronen ) | Spectateurs : 15 200 Arbitrage : Anthony Taylor Arbitre vidéo : Stuart Attwell | Spectateurs : 15 200 Arbitrage : Anthony Taylor Arbitre vidéo : Stuart Attwell |
| 12 juin 2021 18h00 | Rapport  |         |                          | Spectateurs : 15 200 Arbitrage : Anthony Taylor Arbitre vidéo : Stuart Attwell | Spectateurs : 15 200 Arbitrage : Anthony Taylor Arbitre vidéo : Stuart Attwell |

| Danemark | Finlande |

| DANEMARK :      |    |                       |     |
|                 |    |                       |     |
| Gardien de but  | 1  | Kasper Schmeichel     |     |
|                 | 5  | Joakim Mæhle          |     |
|                 | 6  | Andreas Christensen   |     |
|                 | 4  | Simon Kjær            | 63e |
|                 | 18 | Daniel Wass           | 76e |
|                 | 8  | Thomas Delaney        | 76e |
|                 | 23 | Pierre-Emile Højbjerg |     |
|                 | 10 | Christian Eriksen     | 43e |
|                 | 9  | Martin Braithwaite    |     |
|                 | 19 | Jonas Wind            | 63e |
|                 | 20 | Yussuf Poulsen        |     |
| Remplaçants :   |    |                       |     |
|                 | 24 | Mathias Jensen        | 43e |
|                 | 11 | Andreas Skov Olsen    | 63e |
|                 | 3  | Jannik Vestergaard    | 63e |
|                 | 17 | Jens Stryger Larsen   | 76e |
|                 | 21 | Andreas Cornelius     | 76e |
| Sélectionneur : |    |                       |     |
| Kasper Hjulmand |    |                       |     |

| FINLANDE:       |    |                      |     |     |
|                 |    |                      |     |     |
| Gardien de but  | 1  | Lukáš Hrádecký       |     |     |
|                 | 18 | Jere Uronen          |     |     |
|                 | 3  | Daniel O'Shaughnessy |     |     |
|                 | 2  | Paulus Arajuuri      |     |     |
|                 | 22 | Jukka Raitala        |     | 90e |
|                 | 4  | Joona Toivio         |     |     |
|                 | 14 | Tim Sparv            | 51e | 76e |
|                 | 6  | Glen Kamara          |     |     |
|                 | 8  | Robin Lod            | 4e  |     |
|                 | 10 | Teemu Pukki          |     | 76e |
|                 | 20 | Joel Pohjanpalo      |     | 84e |
| Remplaçants :   |    |                      |     |     |
|                 | 11 | Rasmus Schüller      |     | 76e |
|                 | 19 | Joni Kauko           |     | 76e |
|                 | 26 | Marcus Forss         |     | 84e |
|                 | 5  | Leo Väisänen         |     | 90e |
| Sélectionneur : |    |                      |     |     |
| Markku Kanerva  |    |                      |     |     |

| Assistants : Gary Beswick Adam Nunn Quatrième arbitre : Sandro Schärer Homme du match : Christian Eriksen |

### Belgique - Russie
| Match 4                    | Belgique                                                    | 3 - 0   | Russie | Stade Krestovski, Saint-Petersbourg                                                                | |
| 12 juin 2021 21h00 (22h00) | ( Mertens) Lukaku 10e · Meunier 34e · ( Meunier) Lukaku 88e | (2 - 0) |        | Spectateurs : 26 264 Arbitrage : Antonio Mateu Lahoz Arbitre vidéo : Alejandro Hernández Hernández | Spectateurs : 26 264 Arbitrage : Antonio Mateu Lahoz Arbitre vidéo : Alejandro Hernández Hernández |
| 12 juin 2021 21h00 (22h00) | Rapport                                                     |         |        | Spectateurs : 26 264 Arbitrage : Antonio Mateu Lahoz Arbitre vidéo : Alejandro Hernández Hernández | Spectateurs : 26 264 Arbitrage : Antonio Mateu Lahoz Arbitre vidéo : Alejandro Hernández Hernández |

| Belgique | Russie |

| BELGIQUE :       |    |                           |     |
|                  |    |                           |     |
| Gardien de but   | 1  | Thibaut Courtois          |     |
|                  | 5  | Jan Vertonghen            | 76e |
|                  | 4  | Dedryck Boyata            |     |
|                  | 2  | Toby Alderweireld         |     |
|                  | 16 | Thorgan Hazard            |     |
|                  | 8  | Youri Tielemans           |     |
|                  | 19 | Leander Dendoncker        |     |
|                  | 21 | Timothy Castagne          | 27e |
|                  | 11 | Yannick Ferreira Carrasco | 77e |
|                  | 9  | Romelu Lukaku             |     |
|                  | 14 | Dries Mertens             | 72e |
| Remplaçants :    |    |                           |     |
|                  | 15 | Thomas Meunier            | 27e |
|                  | 10 | Eden Hazard               | 72e |
|                  | 3  | Thomas Vermaelen          | 76e |
|                  | 26 | Dennis Praet              | 77e |
| Sélectionneur :  |    |                           |     |
| Roberto Martínez |    |                           |     |

| RUSSIE :                |    |                       |     |     |
|                         |    |                       |     |     |
| Gardien de but          | 1  | Anton Chounine        |     |     |
|                         | 18 | Iouri Jirkov          | 43e |     |
|                         | 14 | Gueorgui Djikiya      |     |     |
|                         | 5  | Andreï Semionov       |     |     |
|                         | 2  | Mário Fernandes       |     |     |
|                         | 8  | Dmitri Barinov        | 46e |     |
|                         | 7  | Magomed Ozdoïev       |     |     |
|                         | 23 | Daler Kouziaïev       | 29e |     |
|                         | 17 | Aleksandr Golovine    |     |     |
|                         | 11 | Roman Zobnine         | 63e |     |
|                         | 22 | Artiom Dziouba        |     |     |
| Remplaçants :           |    |                       |     |     |
|                         | 6  | Denis Cheryshev       | 29e | 63e |
|                         | 4  | Viatcheslav Karavaïev | 43e |     |
|                         | 3  | Igor Diveïev          | 46e |     |
|                         | 26 | Maksim Moukhine       | 63e |     |
|                         | 15 | Alekseï Mirantchouk   | 63e |     |
| Sélectionneur :         |    |                       |     |     |
| Stanislav Tchertchessov |    |                       |     |     |

| Assistants : Pau Cebrián Devís Roberto Díaz Pérez del Palomar Quatrième arbitre : Fernando Rapallini Homme du match : Romelu Lukaku |

### Finlande - Russie
| Match 13                   | Finlande | 0 - 1   | Russie                       | Stade Krestovski, Saint-Petersbourg                                            |                                                                                |
| 16 juin 2021 15h00 (16h00) |          | (0 - 1) | 45+2e Mirantchouk (Dziouba ) | Spectateurs : 24 540 Arbitrage : Danny Makkelie Arbitre vidéo : Pol van Boekel | Spectateurs : 24 540 Arbitrage : Danny Makkelie Arbitre vidéo : Pol van Boekel |
| 16 juin 2021 15h00 (16h00) | Rapport  |         |                              | Spectateurs : 24 540 Arbitrage : Danny Makkelie Arbitre vidéo : Pol van Boekel | Spectateurs : 24 540 Arbitrage : Danny Makkelie Arbitre vidéo : Pol van Boekel |

| Finlande | Russie |

| FINLANDE :      |    |                      |     |     |
|                 |    |                      |     |     |
| Gardien de but  | 1  | Lukáš Hrádecký       |     |     |
|                 | 3  | Daniel O'Shaughnessy | 90e |     |
|                 | 2  | Paulus Arajuuri      |     |     |
|                 | 4  | Joona Toivio         |     | 85e |
|                 | 18 | Jere Uronen          |     |     |
|                 | 6  | Glen Kamara          | 22e |     |
|                 | 8  | Robin Lod            |     |     |
|                 | 11 | Rasmus Schüller      |     | 67e |
|                 | 22 | Jukka Raitala        |     | 75e |
|                 | 20 | Joel Pohjanpalo      |     |     |
|                 | 10 | Teemu Pukki          |     | 75e |
| Remplaçants :   |    |                      |     |     |
|                 | 19 | Joni Kauko           |     | 67e |
|                 | 13 | Pyry Soiri           |     | 75e |
|                 | 21 | Lassi Lappalainen    |     | 75e |
|                 | 9  | Fredrik Jensen       |     | 85e |
| Sélectionneur : |    |                      |     |     |
| Markku Kanerva  |    |                      |     |     |

| RUSSIE :                |    |                       |     |     |
|                         |    |                       |     |     |
| Gardien de but          | 16 | Matvey Safonov        |     |     |
|                         | 23 | Daler Kouziaïev       |     |     |
|                         | 14 | Gueorgui Djikiya      | 89e |     |
|                         | 3  | Igor Diveïev          |     |     |
|                         | 2  | Mário Fernandes       |     | 26e |
|                         | 7  | Magomed Ozdoïev       | 34e | 61e |
|                         | 8  | Dmitri Barinov        | 27e |     |
|                         | 11 | Roman Zobnine         |     |     |
|                         | 17 | Aleksandr Golovine    |     |     |
|                         | 22 | Artiom Dziouba        |     | 85e |
|                         | 15 | Alekseï Mirantchouk   |     | 85e |
| Remplaçants :           |    |                       |     |     |
|                         | 4  | Viatcheslav Karavaïev |     | 26e |
|                         | 19 | Rifat Jemaletdinov    |     | 61e |
|                         | 9  | Aleksandr Sobolev     |     | 85e |
|                         | 26 | Maksim Moukhine       |     | 85e |
| Sélectionneur :         |    |                       |     |     |
| Stanislav Tchertchessov |    |                       |     |     |

| Assistants : Hessel Steegstra Jan de Vries Quatrième arbitre : István Kovács Homme du match : Alekseï Mirantchouk |

### Danemark - Belgique
| Match 17           | Danemark               | 1 - 2   | Belgique                                                | Parken Stadium, Copenhague                                                    |                                                                               |
| 17 juin 2021 18h00 | ( Højbjerg) Poulsen 2e | (1 - 0) | 55e T. Hazard (De Bruyne ) · 70e De Bruyne (E. Hazard ) | Spectateurs : 23 395 Arbitrage : Björn Kuipers Arbitre vidéo : Pol van Boekel | Spectateurs : 23 395 Arbitrage : Björn Kuipers Arbitre vidéo : Pol van Boekel |
| 17 juin 2021 18h00 | Rapport                |         |                                                         | Spectateurs : 23 395 Arbitrage : Björn Kuipers Arbitre vidéo : Pol van Boekel | Spectateurs : 23 395 Arbitrage : Björn Kuipers Arbitre vidéo : Pol van Boekel |

| Danemark | Belgique |

| DANEMARK :      |    |                       |     |     |
|                 |    |                       |     |     |
| Gardien de but  | 1  | Kasper Schmeichel     |     |     |
|                 | 5  | Joakim Mæhle          |     |     |
|                 | 3  | Jannik Vestergaard    |     | 84e |
|                 | 4  | Simon Kjær            |     |     |
|                 | 6  | Andreas Christensen   |     |     |
|                 | 8  | Thomas Delaney        |     | 72e |
|                 | 23 | Pierre-Emile Højbjerg |     |     |
|                 | 18 | Daniel Wass           | 59e | 61e |
|                 | 9  | Martin Braithwaite    |     |     |
|                 | 14 | Mikkel Damsgaard      | 69e | 72e |
|                 | 20 | Yussuf Poulsen        |     | 61e |
| Remplaçants :   |    |                       |     |     |
|                 | 15 | Christian Nørgaard    |     | 61e |
|                 | 17 | Jens Stryger Larsen   |     | 61e |
|                 | 21 | Andreas Cornelius     |     | 72e |
|                 | 24 | Mathias Jensen        | 81e | 72e |
|                 | 11 | Andreas Olsen         |     | 84e |
| Sélectionneur : |    |                       |     |     |
| Kasper Hjulmand |    |                       |     |     |

| BELGIQUE :       |    |                           |     |     |
|                  |    |                           |     |     |
| Gardien de but   | 1  | Thibaut Courtois          |     |     |
|                  | 5  | Jan Vertonghen            |     |     |
|                  | 18 | Jason Denayer             |     |     |
|                  | 2  | Toby Alderweireld         |     |     |
|                  | 16 | Thorgan Hazard            | 90e | 90e |
|                  | 19 | Leander Dendoncker        |     | 59e |
|                  | 8  | Youri Tielemans           |     |     |
|                  | 15 | Thomas Meunier            |     |     |
|                  | 11 | Yannick Ferreira Carrasco |     | 59e |
|                  | 9  | Romelu Lukaku             |     |     |
|                  | 14 | Dries Mertens             |     | 46e |
| Remplaçants :    |    |                           |     |     |
|                  | 7  | Kevin De Bruyne           |     | 46e |
|                  | 10 | Eden Hazard               |     | 59e |
|                  | 6  | Axel Witsel               |     | 59e |
|                  | 3  | Thomas Vermaelen          |     | 90e |
| Sélectionneur :  |    |                           |     |     |
| Roberto Martínez |    |                           |     |     |

| Assistants : Sander van Roekel Erwin Zeinstra Quatrième arbitre : Andreas Ekberg Homme du match : Romelu Lukaku |

### Russie - Danemark
| Match 29           | Russie             | 1 - 4   | Danemark                                                                          | Parken Stadium, Copenhague                                                        |                                                                                   |
| 21 juin 2021 21h00 | Dziouba 70e (pen.) | (0 - 1) | 38e Damsgaard (Højbjerg ) · 59e Poulsen · 79e Christensen · 82e Mæhle (Højbjerg ) | Spectateurs : 23 644 Arbitrage : Clément Turpin Arbitre vidéo : François Letexier | Spectateurs : 23 644 Arbitrage : Clément Turpin Arbitre vidéo : François Letexier |
| 21 juin 2021 21h00 | Rapport            |         |                                                                                   | Spectateurs : 23 644 Arbitrage : Clément Turpin Arbitre vidéo : François Letexier | Spectateurs : 23 644 Arbitrage : Clément Turpin Arbitre vidéo : François Letexier |

| Russie | Danemark |

| RUSSIE :                |    |                       |     |     |
|                         |    |                       |     |     |
| Gardien de but          | 16 | Matvey Safonov        |     |     |
|                         | 13 | Fiodor Koudriachov    | 28e | 67e |
|                         | 14 | Gueorgui Djikiya      |     |     |
|                         | 3  | Igor Diveïev          | 75e |     |
|                         | 23 | Daler Kouziaïev       |     | 67e |
|                         | 11 | Roman Zobnine         |     |     |
|                         | 7  | Magomed Ozdoïev       |     | 61e |
|                         | 2  | Mário Fernandes       |     |     |
|                         | 17 | Aleksandr Golovine    |     |     |
|                         | 15 | Alekseï Mirantchouk   |     | 61e |
|                         | 22 | Artiom Dziouba        |     |     |
| Remplaçants :           |    |                       |     |     |
|                         | 9  | Aleksandr Sobolev     |     | 61e |
|                         | 19 | Rifat Jemaletdinov    |     | 61e |
|                         | 26 | Maksim Moukhine       |     | 67e |
|                         | 4  | Viatcheslav Karavaïev |     | 67e |
| Sélectionneur :         |    |                       |     |     |
| Stanislav Tchertchessov |    |                       |     |     |

| DANEMARK :      |    |                       |     |     |
|                 |    |                       |     |     |
| Gardien de but  | 1  | Kasper Schmeichel     |     |     |
|                 | 3  | Jannik Vestergaard    |     |     |
|                 | 4  | Simon Kjær            |     |     |
|                 | 6  | Andreas Christensen   |     |     |
|                 | 5  | Joakim Mæhle          |     |     |
|                 | 8  | Thomas Delaney        | 57e | 85e |
|                 | 23 | Pierre-Emile Højbjerg |     |     |
|                 | 18 | Daniel Wass           |     | 60e |
|                 | 14 | Mikkel Damsgaard      |     | 72e |
|                 | 20 | Yussuf Poulsen        |     | 60e |
|                 | 9  | Martin Braithwaite    |     | 85e |
| Remplaçants :   |    |                       |     |     |
|                 | 17 | Jens Stryger Larsen   |     | 60e |
|                 | 12 | Kasper Dolberg        |     | 60e |
|                 | 15 | Christian Nørgaard    |     | 72e |
|                 | 21 | Andreas Cornelius     |     | 85e |
|                 | 24 | Mathias Jensen        |     | 85e |
| Sélectionneur : |    |                       |     |     |
| Kasper Hjulmand |    |                       |     |     |

| Assistants : Nicolas Danos Cyril Gringore Quatrième arbitre : Sandro Schärer Homme du match : Andreas Christensen |

### Finlande - Belgique
| Match 30                   | Finlande | 0 - 2   | Belgique                                                  | Stade Krestovski, Saint-Petersbourg                                      |                                                                          |
| 21 juin 2021 21h00 (22h00) |          | (0 - 0) | 74e (csc) Hrádecký (Vermaelen ) · 81e Lukaku (De Bruyne ) | Spectateurs : 18 545 Arbitrage : Felix Brych Arbitre vidéo : Marco Fritz | Spectateurs : 18 545 Arbitrage : Felix Brych Arbitre vidéo : Marco Fritz |
| 21 juin 2021 21h00 (22h00) | Rapport  |         |                                                           | Spectateurs : 18 545 Arbitrage : Felix Brych Arbitre vidéo : Marco Fritz | Spectateurs : 18 545 Arbitrage : Felix Brych Arbitre vidéo : Marco Fritz |

| Finlande | Belgique |

| FINLANDE :      |    |                      |       |
|                 |    |                      |       |
| Gardien de but  | 1  | Lukáš Hrádecký       |       |
|                 | 18 | Jere Uronen          | 70e   |
|                 | 3  | Daniel O'Shaughnessy |       |
|                 | 2  | Paulus Arajuuri      |       |
|                 | 4  | Joona Toivio         |       |
|                 | 22 | Jukka Raitala        |       |
|                 | 6  | Glen Kamara          |       |
|                 | 14 | Tim Sparv            | 59e   |
|                 | 8  | Robin Lod            | 90+1e |
|                 | 10 | Teemu Pukki          | 90+1e |
|                 | 20 | Joel Pohjanpalo      | 70e   |
| Remplaçants :   |    |                      |       |
|                 | 11 | Rasmus Schüller      | 59e   |
|                 | 19 | Joni Kauko           | 70e   |
|                 | 17 | Nikolai Alho         | 70e   |
|                 | 26 | Marcus Forss         | 90+1e |
|                 | 9  | Fredrik Jensen       | 90+1e |
| Sélectionneur : |    |                      |       |
| Markku Kanerva  |    |                      |       |

| BELGIQUE :       |    |                   |       |
|                  |    |                   |       |
| Gardien de but   | 1  | Thibaut Courtois  |       |
|                  | 3  | Thomas Vermaelen  |       |
|                  | 18 | Jason Denayer     |       |
|                  | 4  | Dedryck Boyata    |       |
|                  | 22 | Nacer Chadli      |       |
|                  | 6  | Axel Witsel       |       |
|                  | 7  | Kevin De Bruyne   | 90+1e |
|                  | 24 | Leandro Trossard  | 75e   |
|                  | 10 | Eden Hazard       |       |
|                  | 9  | Romelu Lukaku     | 84e   |
|                  | 25 | Jérémy Doku       | 76e   |
| Remplaçants :    |    |                   |       |
|                  | 15 | Thomas Meunier    | 76e   |
|                  | 23 | Michy Batshuayi   | 76e   |
|                  | 20 | Christian Benteke | 84e   |
|                  | 17 | Hans Vanaken      | 90+1e |
| Sélectionneur :  |    |                   |       |
| Roberto Martínez |    |                   |       |

| Assistants : Mark Borsch Stefan Lupp Quatrième arbitre : Davide Massa Homme du match : Kevin De Bruyne |

## Homme du match
| Match | Résultats | Résultats | Résultats | Homme du match      |
| ----- | --------- | --------- | --------- | ------------------- |
| 3     | Danemark  | 0 - 1     | Finlande  | Christian Eriksen   |
| 4     | Belgique  | 3 - 0     | Russie    | Romelu Lukaku       |
| 13    | Finlande  | 0 - 1     | Russie    | Alekseï Mirantchouk |
| 17    | Danemark  | 1 - 2     | Belgique  | Romelu Lukaku       |
| 29    | Russie    | 1 - 4     | Danemark  | Andreas Christensen |
| 30    | Finlande  | 0 - 2     | Belgique  | Kevin De Bruyne     |

## Statistiques

### Classement des buteurs
3 buts    
- Romelu Lukaku

2 buts   
- Yussuf Poulsen

1 but  
- Kevin De Bruyne
- Thorgan Hazard
- Thomas Meunier
- Andreas Christensen
- Mikkel Damsgaard
- Joakim Mæhle
- Joel Pohjanpalo
- Artyom Dziouba
- Alekseï Mirantchouk

1 but contre son camp  
- Lukáš Hrádecký (face à la Belgique)

### Classement des passeurs
3 passes 
- Pierre-Emile Højbjerg

2 passes 
- Kevin De Bruyne

1 passe 
- Eden Hazard
- Thomas Meunier
- Thomas Vermaelen  sur  (csc)
- Jere Uronen
- Artyom Dziouba